# Прибережна зона

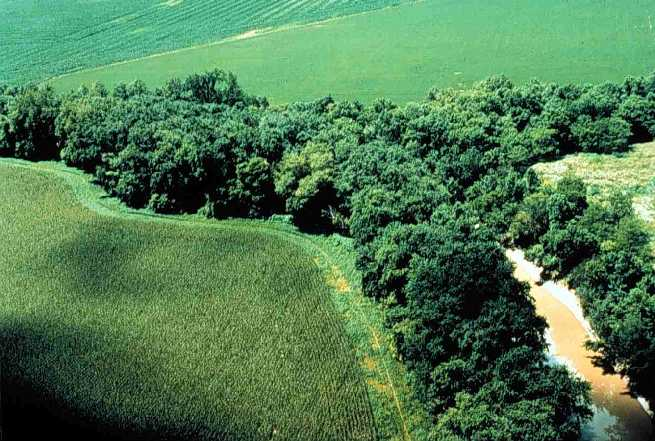
Прибережна смуга, що добре збереглася, на притоці озера Ері

Прибережна зона — це межа між сушею та річкою чи струмком. Прибережним також називають один із наземних біомів Землі. Місця зростання рослин поблизу берегів річок називають прибережною рослинністю, для якої характерні вологолюбні рослини. Прибережні зони важливі в екології, управлінні природними ресурсами та цивільному будівництві через їх роль у збереженні ґрунтів, біорізноманіття їхнього довкілля та вплив, який вони чинять на фауну та водні екосистеми, зокрема луки, ліси, водно-болотні угіддя або навіть безрослинні території. У деяких регіонах для характеристики прибережної зони використовують терміни прибережне рідколісся, прибережний ліс, прибережна буферна зона, прибережний коридор і прибережна смуга.

## Характеристики
Прибережні зони можуть бути природними або спроєктованими для стабілізації чи відновлення грунту. Вони є важливими природними біофільтрами, які захищають водне середовище від надлишкового замулення, забрудненого поверхневого стоку і ерозії. Ці зони забезпечують укриття і їжу для багатьох водних тварин, а також тінь, яка обмежує зміну температури води. За пошкодження прибережної зони внаслідок будівництва, сільськогосподарської діяльності або лісівництва, може відбутися біологічне відновлення, зазвичай завдяки втручанню людини в боротьбу з ерозією і відновлення рослинності. Якщо територія, прилегла до водотоку, має стоячу воду або насичений ґрунт протягом усього сезону, її зазвичай називають водно-болотним угіддям. Завдяки визначній ролі в підтримці біорізноманіття, прибережні зони часто є предметом національної охорони. Вони також відомі як «буфер рослинних відходів».
Дослідження показують, що прибережні зони відіграють важливу роль у поліпшенні якості води як для поверхневого стоку, так і води, що надходить в струмки через підземний сток. Прибережні зони також відіграють певну роль у зниженні забруднення поверхневого стоку нітратами, що надходять із гноєм та іншими добривами з полів, які в іншому випадку завдали б шкоди екосистемам і здоров'ю людей. Зокрема, важливим є зниження кількості нітратів або денітрифікація нітратів з добрив у цій буферній зоні. Також важлива роль прибережних підземних вод у перенесенні вуглецю з наземних екосистем у водні екосистеми.

## Ролі та функції

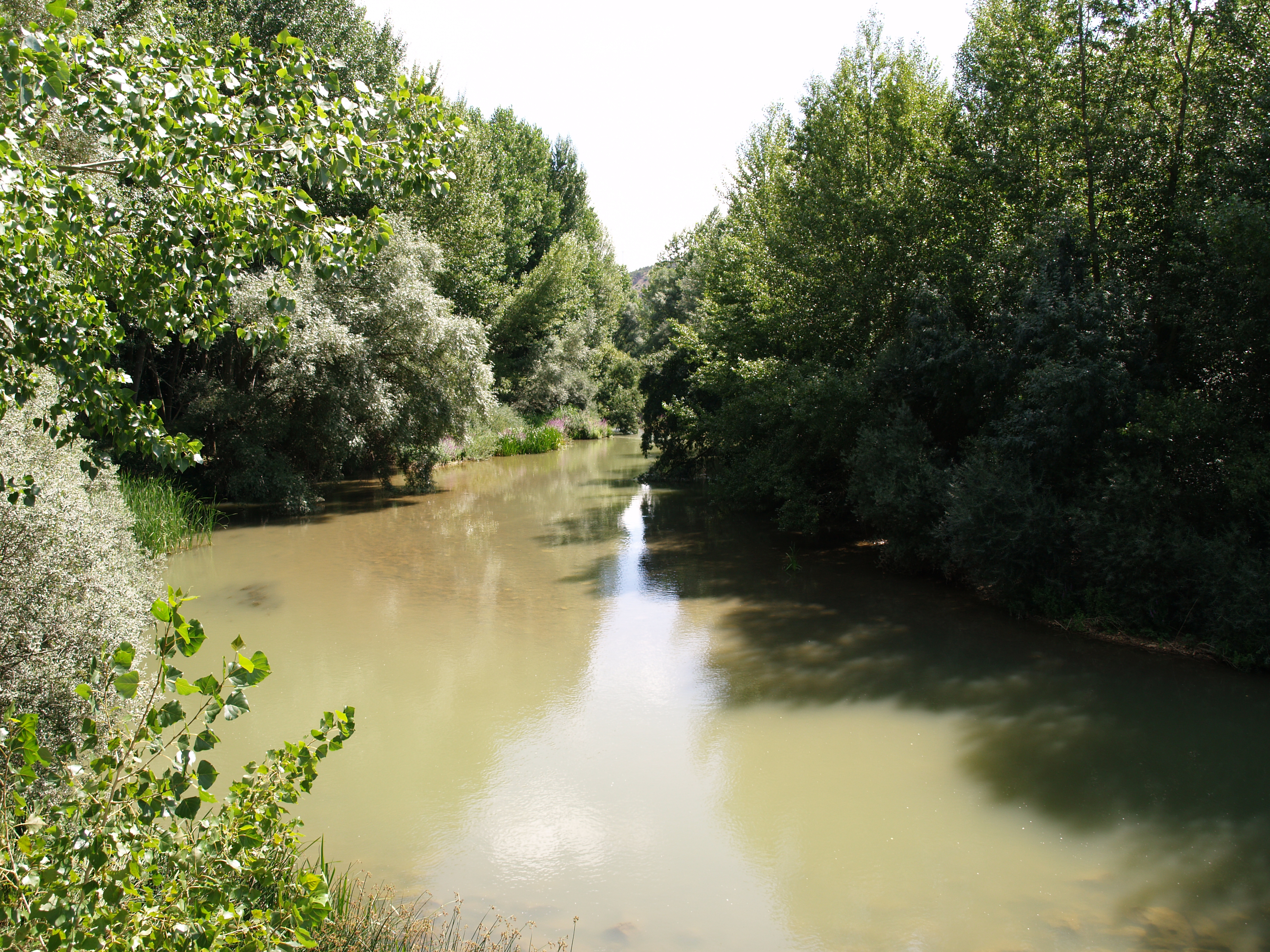
Густа прибережна рослинність уздовж річки Пісуерга в Іспанії

Прибережні зони розсіюють енергію течії. Звивисті вигини річки в поєднанні з рослинністю і кореневою системою уповільнюють течію води, що зменшує ерозію грунту і збитки від повеней. Відкладення вловлюються, зменшуючи кількість завислих речовин, що робить воду менш каламутною, поповнюючи ґрунт і створюючи береги струмків. Завдяки біофільтрації, з поверхневих стоків видаляються забруднювальні речовини, покращується якість води.
Прибережні зони також забезпечують середовище проживання диких тварин, підвищене біорізноманіття та екокоридори, які дозволяють водним і прибережним організмам переміщатися річковими системами, уникаючи ізольованих спільнот. Прибережна рослинність також може служити корм для диких тварин і домашньої худоби.
Прибережні зони також важливі для риб, що мешкають у річках. Вплив на прибережні зони може вплинути на рибу, і відновлення зони не завжди є достатнім для відновлення популяцій риб.
Вони забезпечують природне зрошення ландшафту, розширюючи сезонні або багаторічні потоки води. Поживні речовини з наземної рослинності (наприклад, рослинний опад і залишки комах) переносяться у водні харчові мережі і є в них життєво важливим джерелом енергії. Рослинність, що оточує струмок, допомагає затінювати воду, пом'якшуючи перепади температури води. Різкі перепади температури води можуть мати летальні наслідки для риб та інших організмів. Рослинність також сприяє потраплянню деревних залишків у струмки, що важливо для підтримки геоморфології.
З соціальної точки зору прибережні зони сприяють підвищенню цінності прилеглої нерухомості за рахунок зручностей і краєвидів, а також покращують зручність пішохідних і велосипедних доріжок завдяки підтримці мереж прибережних доріг. Створюється простір для прибережних видів спорту, таких як рибальство, плавання і спуск на воду гребних суден.
Прибережна зона діє як буфер жертовної ерозії для поглинання впливу факторів, зокрема змін клімату, збільшення стоку внаслідок урбанізації та збільшення кільватерного сліду, без пошкодження споруд, розташованих за зоною відступу.

## Роль у лісозаготівлі
Захист прибережних зон часто є важливим фактором при проведенні лісозаготівлі. Незайманий ґрунт, ґрунтовий покрив і рослинність забезпечують тінь, рослинну підстилку і деревний матеріал, а також зменшують винос еродованого ґрунту з прибраної площі. Такі фактори, як типи ґрунту і структура коріння, кліматичні умови і рослинний покрив, визначають ефективність прибережної буферної зони. Діяльність, пов'язана з лісозаготівлями, така як внесення відкладів, інтродукція або видалення видів, а також надходження забрудненої води, призводить до деградації прибережних зон.

## Рослинність

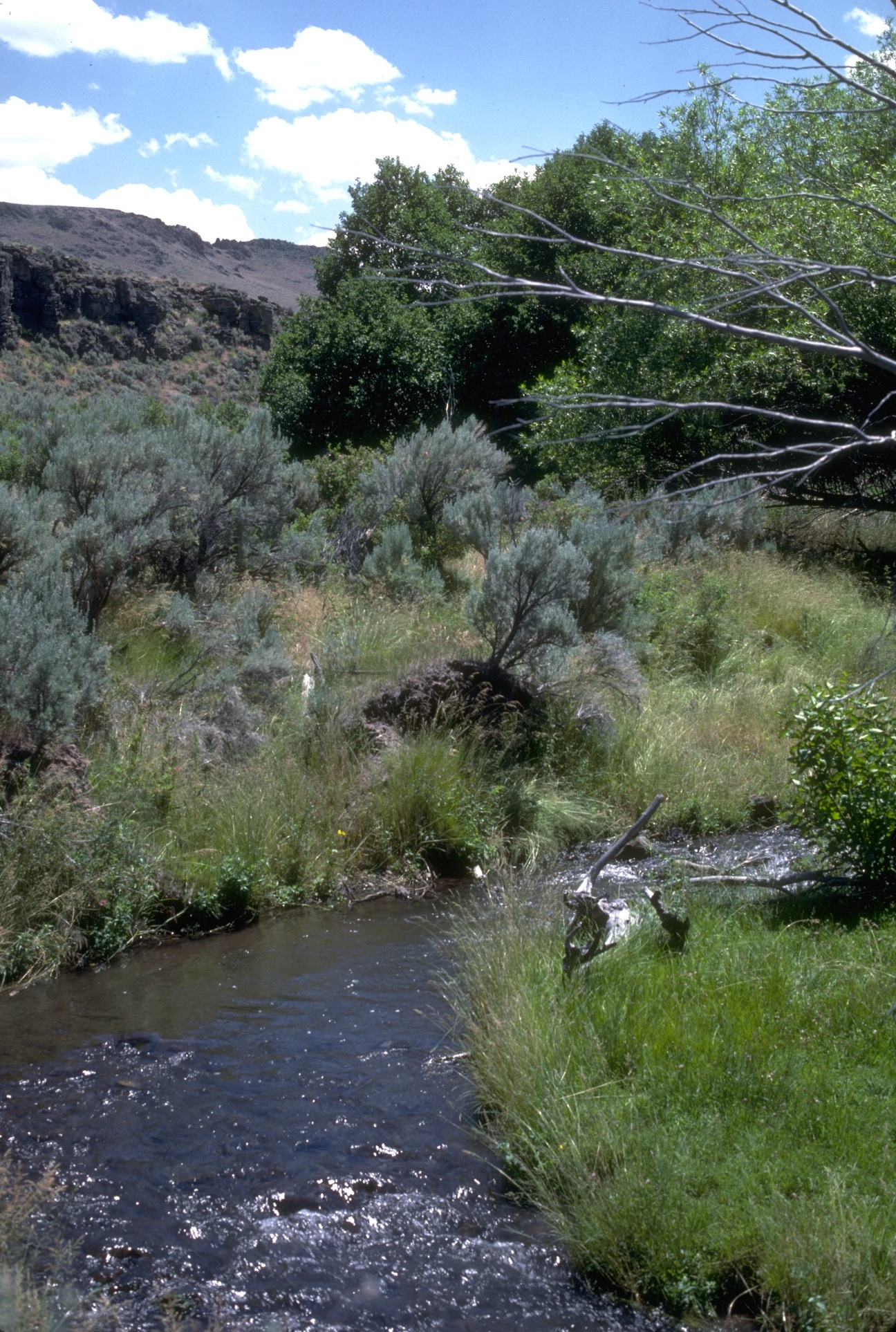
Прибережна зона вздовж Траут-Крік (притока Дешута) в горах Траут-Крік (гори), частина округу Бюро з управління земельними ресурсами Бернса на південному сході штату Орегон. Струмок є важливим середовищем проживання для пструга.

Рослинність прибережної зони відрізняється від водно-болотних угідь і зазвичай складається з рослин, які є або водними рослинами, або травами, деревами і чагарниками, які ростуть безпосередньо біля води.

### Північна Америка

#### Кромка води
Трав'янисті багаторічники:
- Carex stricta
- Iris virginica
- Peltandra virginica
- Sagittaria lancifolia

#### Затоплена прибережна зона
Трав'янисті багаторічники:
- Eleocharis obtusa
- Eleocharis quadrangulata
- Sagittaria latifolia
- Schoenoplectus americanus
- Schoenoplectus tabernaemontani

#### Західна частина
У західній частині Північної Америки і на узбережжі Тихого океану прибережна рослинність включає:
Прибережні дерева
- Abies grandis
- Acer macrophyllum
- Alnus rhombifolia
- Alnus rubra
- Chamaecyparis lawsoniana
- Cornus nuttallii
- Fraxinus latifolia
- Picea sitchensis
- Platanus racemosa
- Populus fremontii
- Populus tremuloides
- Populus trichocarpa
- Prunus emarginata
- Quercus agrifolia
- Quercus garryana
- Salix lasiolepis
- Salix lucida
- Sequoia sempervirens
- Taxus brevifolia
- Thuja plicata
- Umbellularia californica

Прибережні чагарники
- Acer circinatum
- Cornus sericea
- Lonicera involucrata
- Oemleria cerasiformis
- Oplopanax horridus
- Rhododendron occidentale
- Ribes spp.
- Rosa pisocarpa
- Rubus spp.
- Salix spp.
- Spiraea douglasii
- Symphoricarpos albus

Інші рослини
- Adiantum
- Aquilegia spp.
- Carex spp.
- Dryopteris
- Festuca californica
- Juncus spp.
- Leymus condensatus
- Melica californica
- Mimulus spp.
- Polypodium
- Polystichum
- Pteridium
- Woodwardia

### Азія
В Азії існують різні типи прибережної рослинності, але взаємодія між гідрологією та екологією така ж, як і в інших географічних регіонах.
- Carex spp.
- Juncus spp.

### Австралія

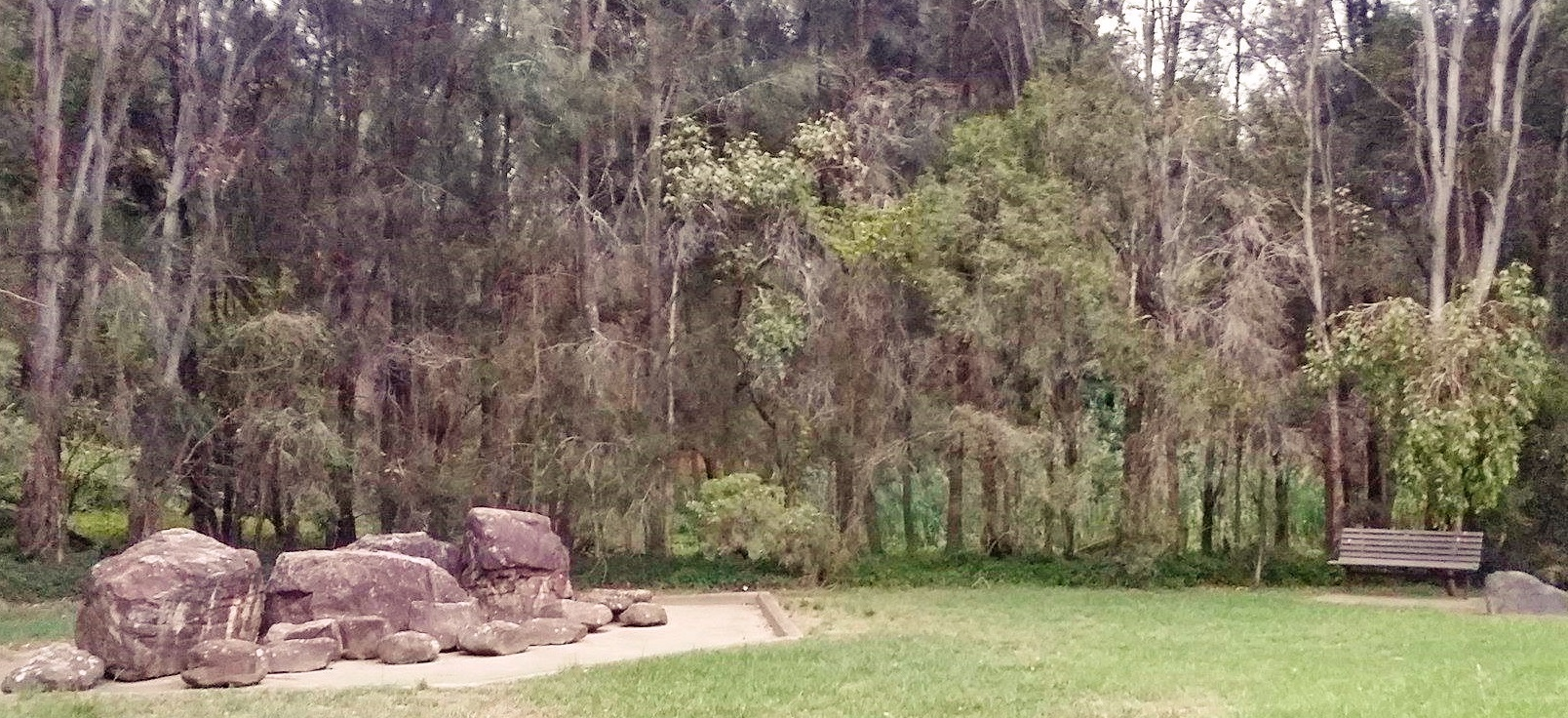
Прибережна зона в Західному Сіднеї.

Типова прибережна рослинність у помірному кліматі Нового Південного Уельсу, Австралія, включати:
- Acacia melanoxylon
- Acacia pravissima
- Acacia rubida
- Bursaria lasiophylla
- Casuarina cunninghamiana
- Eucalyptus bridgesiana
- Eucalyptus camaldulensis
- Eucalyptus melliodora
- Eucalyptus viminalis
- Kunzea ericoides
- Leptospermum obovatum
- Melaleuca citrina
- Melaleuca ericifolia
- Melaleuca paludicola

### Центральна Європа
До типових дерев прибережної зони в Європі належать:
- Acer campestre
- Acer pseudoplatanus
- Alnus glutinosa
- Carpinus betulus
- Fraxinus excelsior
- Juglans regia
- Malus sylvestris
- Populus alba
- Populus nigra
- Quercus robur
- Salix alba
- Salix fragilis
- Tilia cordata
- Ulmus laevis
- Ulmus minor

## Відновлення
Розчищення земель, що супроводжується повенями, може швидко зруйнувати берег річки, відносячи цінні трави і ґрунти вниз за течією, а потім дозволяючи сонцю висушити землю. Прибережні зони з часом можна відновити переміщенням (техногенної продукції) та реабілітацією. У верхній долині Гантера в Новому Південному Уельсі, Австралія, з метою швидко відновити зруйновані господарства до оптимальної продуктивності використали методи природного послідовного землеробства.
Техніка природного послідовного землеробства включає створення на шляху води перешкод, щоб зменшити енергію повені і допомогти воді осаджувати грунт і просочуватися в зону затоплення. Інший метод полягає в швидкому встановленні екологічної спадкоємності шляхом заохочення зростання швидкоростучих рослин, таких як «бур'яни» (види-першопрохідці). Вони можуть поширюватися вздовж водотоку і погіршувати стан довкілля, але стабілізують ґрунт, накопичують у ньому вуглець і захищають від висихання. Бур'яни покращать русла струмків, щоб дерева і трави могли повернутися, а потім, в ідеалі, замінити бур'яни.

Урядові та неурядові установи використовують і інші методи вирішення проблеми деградації прибережних районів і русел річок, починаючи від зведення споруд, які регулюють русло, таких як коло́дяні пороги, до використання штифтових хвилерізів або закладання каменів.

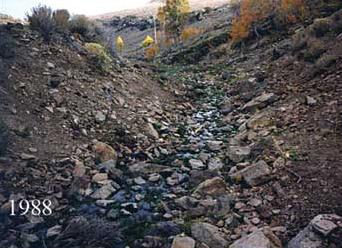
Прибережна зона Коттонвуд-Крік на південному сході штату Орегон до відновлення, 1988
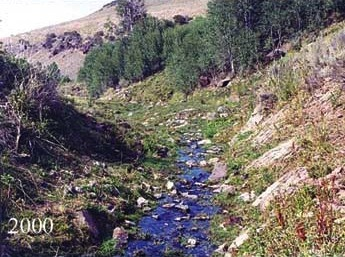
Прибережна зона Коттонвуд-Крік під час відновлення, 2000
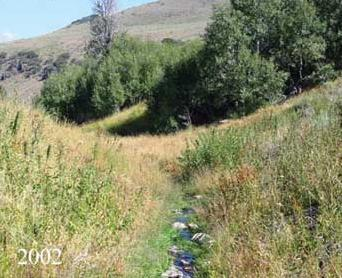
Прибережна зона Коттонвуд-Крік після відновлення, 2002